# Vallis Bohr
La Vallis Bohr è una struttura geologica della superficie della Luna.